# 298 Baptistina
Baptistina (định danh hành tinh vi hình: 298 Baptistina) là một tiểu hành tinh ở vành đai chính. Ngày 9 tháng 9 năm 1890, nhà thiên văn học người Pháp Auguste H. Charlois phát hiện tiểu hành tinh Baptistina khi ông thực hiện quan sát ở Nice và không biết rõ nguồn gốc tên của nó.
298 Baptistina có đường kính khoảng 13–30 km. Mặc dù nó có quỹ đạo tương tự như các tiểu hành tinh họ Flora, nhưng Baptistina đã được phát hiện là một tiểu hành tinh xen vào không có mối quan hệ nào cả. Tiểu hành tinh Baptistina được xem là nguồn có thể đã là tác nhân gây ra sự kiện tuyệt chủng các loài khủng long nhưng khả năng đó đã bị loại trừ bởi Vệ tinh Thăm dò Khảo sát Hồng ngoại Phạm vi rộng (WISE) vào năm 2011.